# 王华洽
王华洽，阳谷人，清朝政治人物。贡生出身。
王华洽曾于康熙三十三年(1694年)接替张琦任建宁府知府一职，康熙四十二年(1703年)由程仕接任。